# Pecorino toscano

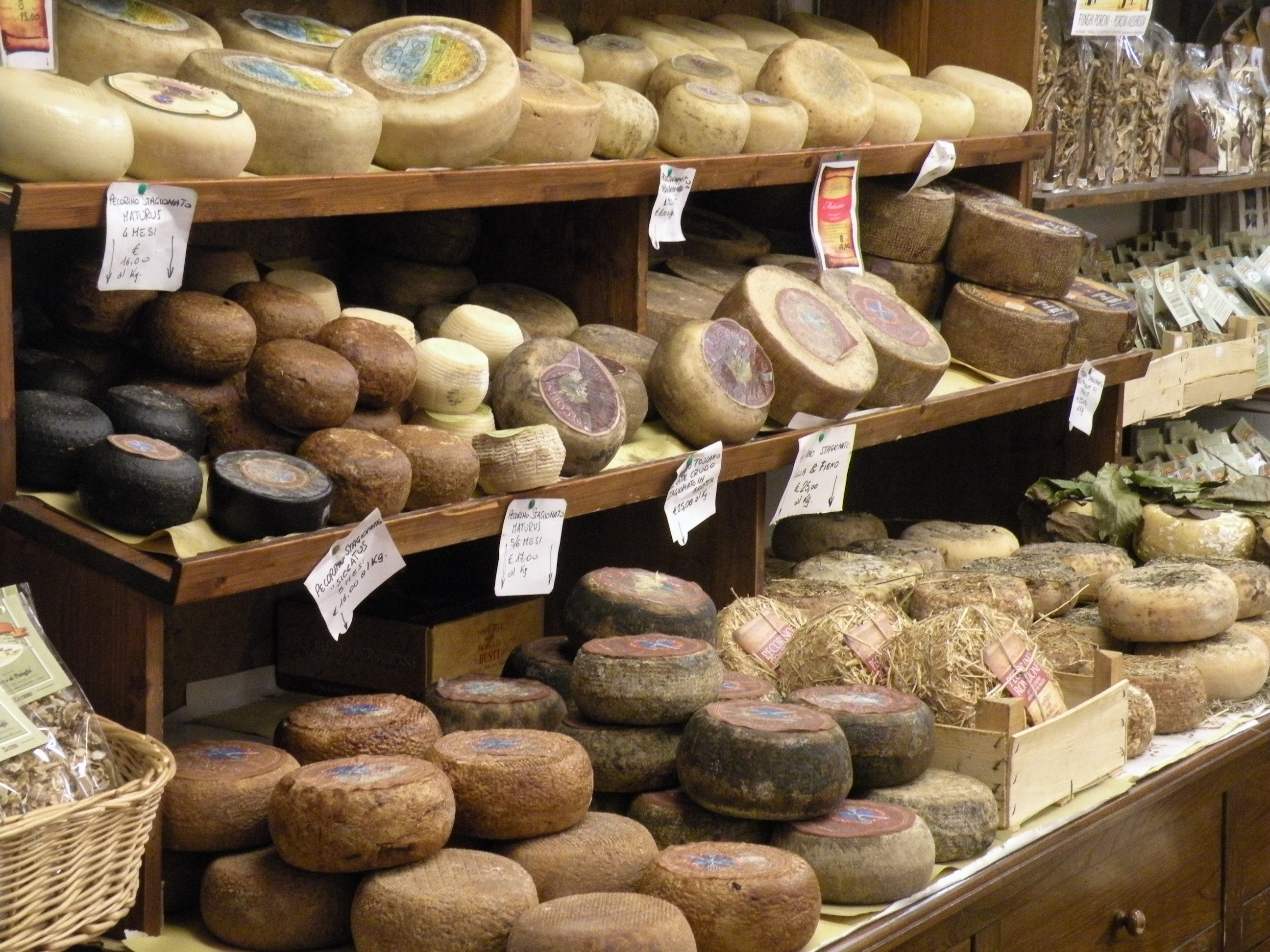
Pecorino de Pienza

Pecorino toscano es un queso italiano con denominación de origen protegida por el Reglamento CE n.º 1263/96 y denominazione di origine italiana. Se produce en la región de Toscana y otros municipios de regiones vecinas, como Allerona y Castiglione del Lago (región de Umbría) y Acquapendente, Onano, San Lorenzo Nuovo, Grotte di Castro, Gradoli, Valentano, Farnese, Ischia di Castro, Montefiascone, Bolsena y Capodimonte (en la región del Lacio).

## Historia
Plinio el Viejo, en su monumental Historia natural, alude en algunos pasajes a la producción de pecorino en Toscana. En un tiempo se le llamó Cacio Marzolino porque su producción se iniciaba en el mes de marzo y es con tal denominación que se encuentra mencionado en una memoria sobre el queso toscano escrita por Francesco Molinelli a finales del siglo XVIII.

## Características
Se elabora con leche de oveja pasteurizada entera, proveniente de rebaños ubicados en la zona de producción, cuya alimentación debe consistir principalmente en forrajes verdes o heno de los pastos de la zona. Ha de tener un 32% de materia grasa. Se trata de un queso de pasta prensada y cocida. Su forma es redonda, con los extremos achatados y una altura de 7-11 centímetros y diámetro de 15-22 cm. El peso de cada pieza puede variar de 1 a 3 kilos y medio. La corteza externa es de color amarilla con varias tonalidades hasta el amarillo oscuro, eventualmente tratada con tomate, ceniza, aceite.
La pasta presenta una textura granulosa que es muy tierna cuando está fresco y muy dura y resistente cuando está más curado. El color es blanco o pajizo. Emana un olor delicado pero persistente. Su sabor varía conforme va madurando: inicialmente es láctico y luego se hace más picante. Se usa como aperitivo o como ingrediente de platos como sopas o ravioli, estando presente también en salsas. Si está muy curado puede rallarse. Marina bien con un vino blanco cuando está fresco y con un tinto de la zona como un chianti cuando está curado. 

## Denominación de origen
Desde 1996, el pecorino toscano es una denominación de origen protegida (PDO) reconocida ante la Unión Europea. A nivel internacional, cuenta con registro como denominación de origen, conforme al Sistema de Lisboa, ante la Organización Mundial de la Propiedad Intelectual, desde el 5 de mayo de 2014.